# Dedovo
Dedovo (Bulgaars: Дедово) is een dorp in Bulgarije. Het dorp is gelegen in de gemeente Rodopi, oblast Plovdiv. Het dorp ligt hemelsbreed 17 kilometer ten zuidwesten van Plovdiv en 134 kilometer ten zuidoosten van Sofia. 

## Bevolking
Op 31 december 2020 telde het dorp Dedovo 47 inwoners. Het aantal inwoners is in de eerste helft van de 20e eeuw sterk gedaald en is sindsdien min of meer stabiel: in 1934 had het dorp nog 442 inwoners; in 1965 waren er nog maar 30.
|  |

In de optionele volkstelling van 2011 identificeerden 13 van de 14 ondervraagden zichzelf als etnische Bulgaren. Aangezien de overige 40 van de 54 bewoners niet werden ondervraagd, is het niet mogelijk om harde conclusies aan deze uitkomst te verbinden.